# Французький перевал
Французький перевал — це вузький прохід на острові Аруба, між кораловими скелями над місцевістю, відомою як Іспанська лагуна. З перевалу видно залишки золотої копальні Балаші.
Легенда свідчить, що французькі пірати намагалися вторгнутися на Арубу на початку XVII століття та зіткнулися в цьому вузькому проході над Іспанською лагуною з індіанцями. Після цього прохід став відомим як «Franse Pas» або «Rooi Frances» мовою пап'яменто, що перекладається як «Французький перевал». Під час вторгнення вбито багато індіанців, і нині жителі стверджують, що вечорами чують поблизу «Французького перевалу» плач індіанців. Кажуть, що індіанські привиди прокинулися й блукають Іспанською лагуною.